# Alejo Véliz
Alejo Véliz (* 19. September 2003 in Gödeken) ist  ein argentinischer Fußballspieler. Der Stürmer steht bei den Tottenham Hotspur in der Premier League unter Vertrag und ist aktuell an Espanyol Barcelona ausgeliehen.

## Karriere

### Im Verein
Véliz begann in seiner Geburtsstadt mit dem Fußballspielen. Im Alter von 6 Jahren zog er jedoch mit seiner Familie nach Bernardo de Irigoyen, wo er daraufhin beim dortigen Club Unión Deportivo y Cultural spielte. Dort durchlief er auch die weiteren Jugendmannschaften. Ende 2019 absolvierte er ein Probetraining bei Rosario Central und wechselte auch kurz darauf zu dem Verein, kam allerdings aufgrund der COVID-19-Pandemie lange nicht zum Einsatz. 2021 stieg er in die Reservemannschaft des Vereins auf und konnte am 23. Juli 2021 beim 1:0-Sieg gegen Táchira in der Copa Sudamericana sein Profidebüt feiern. Nur zwei Tage später feierte er beim 1:0-Sieg gegen Vélez Sarsfield auch sein Ligadebüt. Insgesamt kam er in der Saison jedoch nur zu einigen wenigen Kurzeinsätzen. In der folgenden Saison 2022 konnte sich Véliz dann schließlich fest in der ersten Mannschaft etablieren. Am 3. Mai 2022 konnte er bei der 1:2-Niederlage gegen Huracán auch sein erstes Profitor erzielen. Im Juli 2022 unterschrieb er einen Vertrag bis 2025 beim Verein. In der Liga stand er dabei in 20 von 27 Spielen in der Startformation seiner Mannschaft und war als fester Bestandteil im Sturm integriert. Dabei konnte er sechs Tore erzielen. Dies konnte er in der Saison 2023 noch einmal ausbauen, indem er in 26 Partien 11 Tore erzielte. Im August 2023 wechselte Véliz zu Tottenham Hotspur in die englische Premier League. Dort unterschrieb er einen Vertrag bis 2029. Anfang Februar 2024 wechselte der Spieler leihweise nach Spanien, erst fünf Monate zum FC Sevilla und im Sommer weiter bei den Ligarivalen Espanyol Barcelona.

### In der Nationalmannschaft
Im Oktober 2021 wurde Véliz erstmals in den Kader der argentinischen U-20-Nationalmannschaft berufen. Es dauerte allerdings bis 2023, bis er debütieren konnte. Im Januar 2023 wurde er in den Kader der Mannschaft für die anstehende U-20-Südamerikameisterschaft 2023 in Kolumbien berufen und kam in allen vier Vorrundenspielen zum Einsatz, schied jedoch mit seiner Mannschaft bereits nach der Gruppenphase aus. Im Mai wurde er in den Kader für die anstehende U-20-Weltmeisterschaft berufen, für die Argentinien als Gastgeber qualifiziert war. Auch da kam er in jedem Spiel zum Einsatz und konnte in jedem der drei Gruppenspiele ein Tor erzielen, schied jedoch mit seiner Mannschaft im Achtelfinale gegen Nigeria aus.